# Filmjahr 1986
Liste der Filmjahre

◄◄ | ◄ | 1982 | 1983 | 1984 | 1985 | Filmjahr 1986 | 1987 | 1988 | 1989 | 1990 | ► | ►►

Weitere Ereignisse

## Ereignisse
- 08. Januar: In Spanien wird die Academia de las Artes y las Ciencias Cinematográficas gegründet, die ab 1987 jährlich den spanischen Filmpreis Goya vergibt.
- 16. Dezember: Die erste Folge der Krimireihe Großstadtrevier wird ausgestrahlt.
- Auf der Berlinale löste der Film Stammheim einen Skandal aus, da die damalige Jury-Präsidentin Gina Lollobrigida die demokratische Entscheidung der Jury ablehnte, die Schweigepflicht während der Preisverleihung brach und offen ihre Ablehnung dieses Films kundtat.
- Schauspieler Arnold Schwarzenegger heiratet die Fernsehjournalistin Maria Shriver.
- Schauspieler Morgan Mason heiratet Belinda Carlisle, ein Mitglied der Band Go-Go’s.
- Die Sieger der BRAVO Otto Leserwahl 1986:
  - Kategorie – männliche Filmstars: Gold Tom Cruise, Silber Sylvester Stallone, Bronze Ralph Macchio
  - Kategorie – weibliche Filmstars: Gold Kelly McGillis, Silber Farrah Fawcett, Bronze Radost Bokel

## Top 10 der erfolgreichsten Filme

### In Deutschland
Die zehn erfolgreichsten Filme an den deutschen Kinokassen nach Besucherzahlen (Stand: 17. November 2018):
| Platz           | Filmtitel                                        | Besucher  |
| --------------- | ------------------------------------------------ | --------- |
| 1.              | Der Name der Rose                                | 5.896.891 |
| 2.              | Jenseits von Afrika                              | 4.477.273 |
| 3.              | Top Gun – Sie fürchten weder Tod noch Teufel     | 4.265.434 |
| 4.              | Police Academy 3 – … und keiner kann sie bremsen | 3.299.839 |
| 5.              | Rocky IV – Der Kampf des Jahrhunderts            | 3.293.844 |
| 6.              | Asterix – Sieg über Cäsar                        | 3.149.280 |
| 7.              | Drei Männer und ein Baby                         | 2.488.758 |
| 8.              | Basil, der große Mäusedetektiv                   | 2.226.405 |
| 9.              | Momo                                             | 2.182.131 |
| 10.             | Die City-Cobra                                   | 1.565.060 |
| Kinostarts 1986 |                                                  |           |

### In den Vereinigten Staaten
Die zehn erfolgreichsten Filme an den US-amerikanischen Kinokassen nach Einspielergebnis.
| Platz | Filmtitel                     | Einspielergebnis in US-Dollar |
| ----- | ----------------------------- | ----------------------------- |
| 1.    | Top Gun                       | 176.781.728                   |
| 2.    | Crocodile Dundee              | 174.803.506                   |
| 3.    | Platoon                       | 138.530.565                   |
| 4.    | The Karate Kid Part II        | 115.103.979                   |
| 5.    | Star Trek IV: The Voyage Home | 109.713.132                   |
| 6.    | Back to School                | 91.258.000                    |
| 7.    | Aliens                        | 86.160.248                    |
| 8.    | The Golden Child              | 79.817.937                    |
| 9.    | Ruthless People               | 71.624.879                    |
| 10.   | Ferris Bueller’s Day Off      | 70.136.169                    |

## Filmpreise

### Golden Globe Awards 1986
Am 24. Januar findet im Beverly Hilton Hotel in Los Angeles die Golden-Globe-Verleihung statt.
- Bestes Drama: Jenseits von Afrika von Sydney Pollack
- Bestes Musical/Komödie: Die Ehre der Prizzis von John Huston
- Bester Schauspieler (Drama): Jon Voight in Runaway Train
- Beste Schauspielerin (Drama): Whoopi Goldberg in Die Farbe Lila
- Bester Schauspieler (Musical/Komödie): Jack Nicholson in Die Ehre der Prizzis
- Beste Schauspielerin (Musical/Komödie): Kathleen Turner in Die Ehre der Prizzis
- Bester Nebendarsteller: Klaus Maria Brandauer in Jenseits von Afrika
- Beste Nebendarstellerin: Meg Tilly in Agnes – Engel im Feuer (Agnes of God)
- Bester Regisseur: John Huston für Die Ehre der Prizzis
- Cecil B. DeMille Award: Barbara Stanwyck

### Oscarverleihung 1986
Die Oscarverleihung findet am 24. März im Dorothy Chandler Pavilion in Los Angeles statt. Moderatoren sind Alan Alda, Jane Fonda und Robin Williams
- Bester Film: Jenseits von Afrika von Sydney Pollack
- Bester Hauptdarsteller: William Hurt in Kuß der Spinnenfrau
- Beste Hauptdarstellerin: Geraldine Page in A Trip to Bountiful – Reise ins Glück
- Bester Regisseur: Sydney Pollack für Jenseits von Afrika
- Bester Nebendarsteller: Don Ameche in Cocoon
- Beste Nebendarstellerin: Anjelica Huston in Die Ehre der Prizzis
- Beste Filmmusik: John Barry für Jenseits von Afrika
- Bester fremdsprachiger Film: Die offizielle Geschichte von Luis Puenzo
- Ehrenoscar: Paul Newman und Alex North

### Internationale Filmfestspiele von Cannes 1986
Das Festival beginnt am 8. Mai und endet am 19. Mai. Die Jury unter Präsident Sydney Pollack vergibt folgende Preise:
- Goldene Palme: Mission von Roland Joffé
- Bester Schauspieler: Bob Hoskins in Mona Lisa und Michel Blanc in Abendanzug
- Beste Schauspielerin: Fernanda Torres in Eu Sei Que Vou Te Amar und Barbara Sukowa in Rosa Luxemburg
- Beste Regie: Martin Scorsese für Die Zeit nach Mitternacht
- Großer Preis der Jury: Opfer von Andrei Tarkowski

### Internationale Filmfestspiele Berlin 1986
Das Festival beginnt am 14. Februar und endet am 25. Februar. Die Jury unter Präsidentin Gina Lollobrigida vergibt folgende Preise:
- Goldener Bär: Stammheim von Reinhard Hauff
- Bester Schauspieler: Tuncel Kurtiz in Hiuch HaGdi
- Beste Schauspielerin: Marcelia Cartaxo in A Hora da Estrela und Charlotte Valandrey in Rote Küsse
- Bester Regisseur: Giorgi Shengelaya für Die Reise eines jungen Komponisten

### Internationale Filmfestspiele von Venedig
Das Festival beginnt am 30. August und endet am 10. September. Die Jury unter Präsident Alain Robbe-Grillet vergibt folgende Preise:
- Goldener Löwe: Das grüne Leuchten von Éric Rohmer
- Großer Preis der Jury: Chuzhaya belaya i ryaboy von Sergei Solovyov und Storia d’amore von Francesco Maselli

### Deutscher Filmpreis
- Bester Film: Rosa Luxemburg von Margarethe von Trotta
- Beste Regie: Hans-Jürgen Syberberg für Die Nacht
- Beste Hauptdarstellerin: Katharina Brauren für Novemberkatzen, Edith Clever für Die Nacht und Barbara Sukowa für Rosa Luxemburg
- Bester Hauptdarsteller: Heiner Lauterbach und Uwe Ochsenknecht für Männer

### Nationales Spielfilmfestival der DDR
- Bester Film: Blonder Tango von Lothar Warneke und Das Haus am Fluß von Roland Gräf
- Beste Regie: Rainer Simon für Die Frau und der Fremde
- Bester Hauptdarsteller: Alejandro Quintana Contreras in Blonder Tango
- Beste Hauptdarstellerin: Christine Schorn in Eine sonderbare Liebe
- Bester Nebendarsteller: Hans-Uwe Bauer in Wo andere schweigen
- Beste Nebendarstellerin: Johanna Schall in Blonder Tango

### César
- Bester Film: Drei Männer und ein Baby von Coline Serreau
- Beste Regie: Michel Deville für Gefahr im Verzug
- Bester Hauptdarsteller: Christopher Lambert für Subway
- Beste Hauptdarstellerin: Sandrine Bonnaire für Vogelfrei
- Bester Nebendarsteller: Michel Boujenah für Drei Männer und ein Baby
- Beste Nebendarstellerin: Bernadette Lafont für Das freche Mädchen
- Bester ausländischer Film: The Purple Rose of Cairo von Woody Allen

### British Academy Film Award
- Bester Film: The Purple Rose of Cairo von Woody Allen
- Bester Hauptdarsteller: William Hurt für Kuß der Spinnenfrau
- Beste Hauptdarstellerin: Peggy Ashcroft für Reise nach Indien
- Bester Nebendarsteller: Denholm Elliott für Button – Im Sumpf der Atommafia
- Beste Nebendarstellerin: Rosanna Arquette für Susan … verzweifelt gesucht
- Bester fremdsprachiger Film: Oberst Redl von István Szabó

### New York Film Critics Circle Award
- Bester Film: Hannah und ihre Schwestern von Woody Allen
- Beste Regie: Woody Allen für Hannah und ihre Schwestern
- Bester Hauptdarsteller: Bob Hoskins in Mona Lisa
- Beste Hauptdarstellerin: Sissy Spacek in Verbrecherische Herzen
- Bester Nebendarsteller: Daniel Day-Lewis in Mein wunderbarer Waschsalon und Zimmer mit Aussicht
- Beste Nebendarstellerin: Dianne Wiest in Hannah und ihre Schwestern
- Beste Kamera: Tony Pierce-Roberts für Zimmer mit Aussicht
- Bester ausländischer Film: Der Untergang des amerikanischen Imperiums von Denys Arcand

### National Board of Review
- Bester Film: Zimmer mit Aussicht von James Ivory
- Beste Regie: Woody Allen für Hannah und ihre Schwestern
- Bester Hauptdarsteller: Paul Newman in Die Farbe des Geldes
- Beste Hauptdarstellerin: Kathleen Turner in Peggy Sue hat geheiratet
- Bester Nebendarsteller: Daniel Day-Lewis in Mein wunderbarer Waschsalon und Zimmer mit Aussicht
- Beste Nebendarstellerin: Dianne Wiest in Hannah und ihre Schwestern
- Bester fremdsprachiger Film: Otello von Franco Zeffirelli

### Los Angeles Film Critics Association Awards
- Bester Film: Hannah und ihre Schwestern von Woody Allen
- Beste Regie: David Lynch für Blue Velvet
- Bester Hauptdarsteller: Bob Hoskins in Mona Lisa
- Beste Hauptdarstellerin: Sandrine Bonnaire in Vogelfrei
- Bester Nebendarsteller: Dennis Hopper in Blue Velvet und Freiwurf
- Beste Nebendarstellerin: Cathy Tyson in Mona Lisa
- Bester fremdsprachiger Film: Vogelfrei von Agnès Varda

### Weitere Filmpreise und Auszeichnungen
- AFI Life Achievement Award: Billy Wilder
- Amanda: Hustruer – ti år etter von Anja Breien (Bester norwegischer Film), Ran von Akira Kurosawa (Bester internationaler Film)
- American Society of Cinematographers Award: Jordan Cronenweth für Peggy Sue hat geheiratet
- Australian Film Institute Award: Malcolm von Nadia Tass
- David di Donatello: Hoffen wir, daß es ein Mädchen wird (Bester italienischer Film) und Jenseits von Afrika (Bester ausländischer Film)
- Deutscher Kritikerpreis: Basis-Film Verleih
- Directors Guild of America Award: Steven Spielberg für Die Farbe Lila, Joseph L. Mankiewicz (Lebenswerk)
- Ernst-Lubitsch-Preis: Marianne Sägebrecht für Zuckerbaby
- Evening Standard British Film Award: Mein wunderbarer Waschsalon von Stephen Frears
- Gilde-Filmpreis: Jenseits von Afrika von Sydney Pollack (Gold ausländischer Film), Die Ehre der Prizzis von John Huston (Silber ausländischer Film), Rosa Luxemburg von Margarethe von Trotta (Goöd deutscher Film), Männer von Doris Dörrie (Silber deutscher Film)
- Guldbagge: Mein Leben als Hund von Lasse Hallström
- Helmut-Käutner-Preis: Bernhard Wicki
- Hong Kong Film Awards: Police Story von Jackie Chan
- Independent Spirit Awards 1986: Die Zeit nach Mitternacht von Martin Scorsese (Bester Film) und Kuß der Spinnenfrau von Héctor Babenco (Bester fremdsprachiger Film)
- Jupiter: Otto – Der Film von Xaver Schwarzenberger und Otto Waalkes, Zurück in die Zukunft von Robert Zemeckis (Beste Filme), Jamie Lee Curtis (Beste Darstellerin), Michael J. Fox und Götz George (Beste Darsteller)
- Louis-Delluc-Preis: Die Nacht ist jung von Leos Carax
- Max-Ophüls-Preis: Nicht nichts ohne dich von Pia Frankenberg
- Nastro d’Argento: Hoffen wir, daß es ein Mädchen wird von Mario Monicelli und Jenseits von Afrika von Sydney Pollack
- National Society of Film Critics Award: Ran von Akira Kurosawa
- People’s Choice Award: Zurück in die Zukunft von Robert Zemeckis (populärster Film), Sylvester Stallone (populärster Schauspieler), Meryl Streep (populärste Schauspielerin)
- Preis der deutschen Filmkritik: Ein Blick – und die Liebe bricht aus von Jutta Brückner
- Robert: Die fliegenden Teufel von Anders Refin (Bester dänischer Film), Falsk som vatten von Hans Alfredson (Bester ausländischer Film)
- Festival Internacional de Cine de Donostia-San Sebastián: Die Hälfte des Himmels von Manuel Gutiérrez Aragón (Goldene Muschel); Donostia Preis: Gregory Peck
- Sundance Film Festival: Bedrohliches Geflüster von Joyce Chopra (Großer Preis der Jury)
- Toronto International Film Festival: Der Untergang des amerikanischen Imperiums von Denys Arcand (Publikumspreis)
- World Film Festival: Betty Blue – 37,2 Grad am Morgen von Jean-Jacques Beineix (Grand Prix of the Americas)
- Writers Guild of America Award: Der einzige Zeuge von Earl W. Wallace und William Kelley (Beste Originaldrehbuch), Die Ehre der Prizzis von Richard Condon und Janet Roach (Bestes adaptiertes Drehbuch), Waldo Salt (Lebenswerk)
- Young Artist Award: Cocoon von Ron Howard (Bestes Drama), Zurück in die Zukunft von Robert Zemeckis (Bester Abenteuerfilm), Zurück aus der Vergangenheit von Cary Medoway (Beste Komödie), Sean Astin in Die Goonies (Bester Darsteller), Meredith Salenger in Die Abenteuer der Natty Gann (Beste Darstellerin)
- Verleihförderpreis des Internationalen Filmfestivals Freiburg: Wend Kuuni von Gaston Kaboré

## Geburtstage

### Januar bis März
Januar

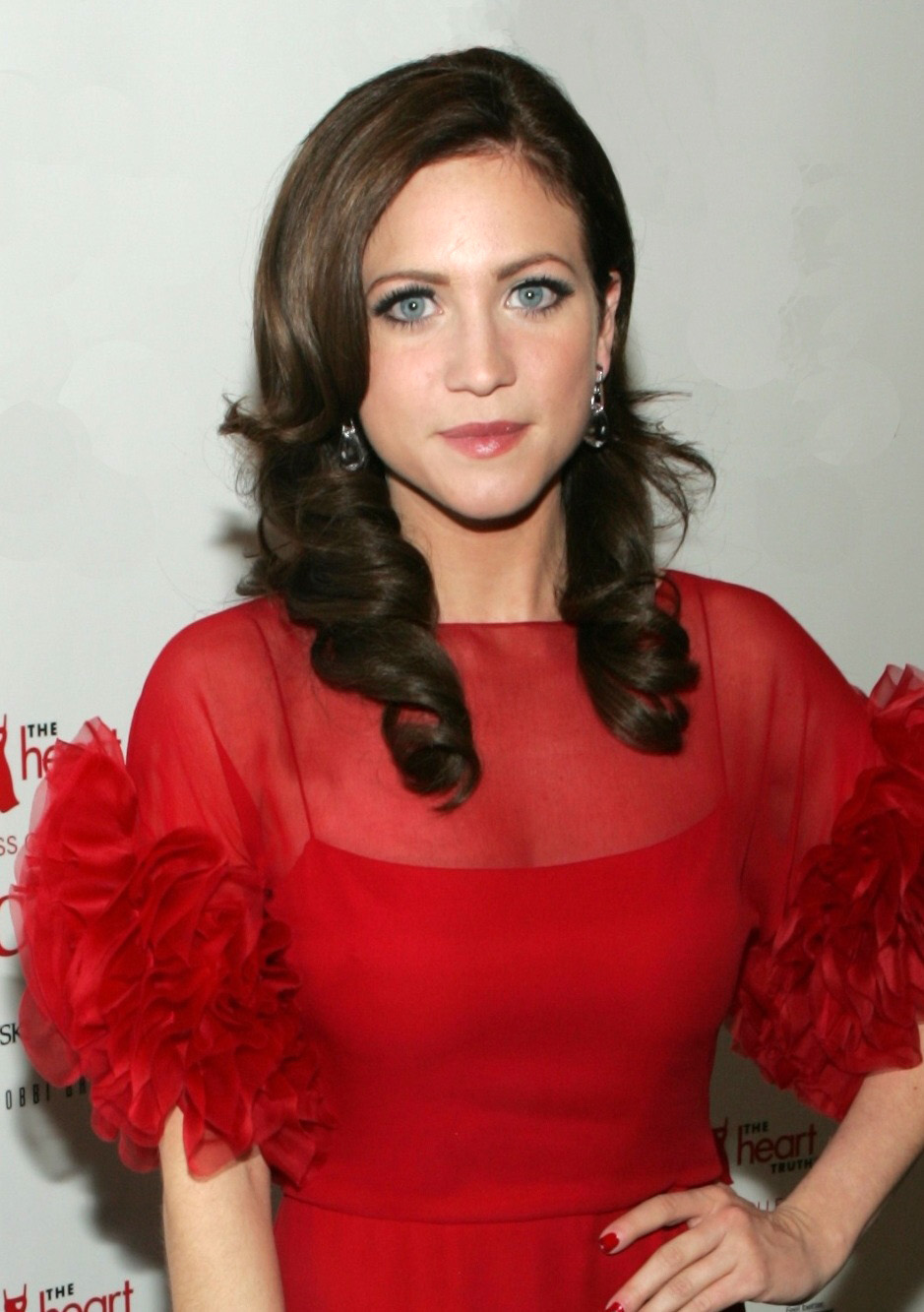
Brittany Snow (* 9. März)

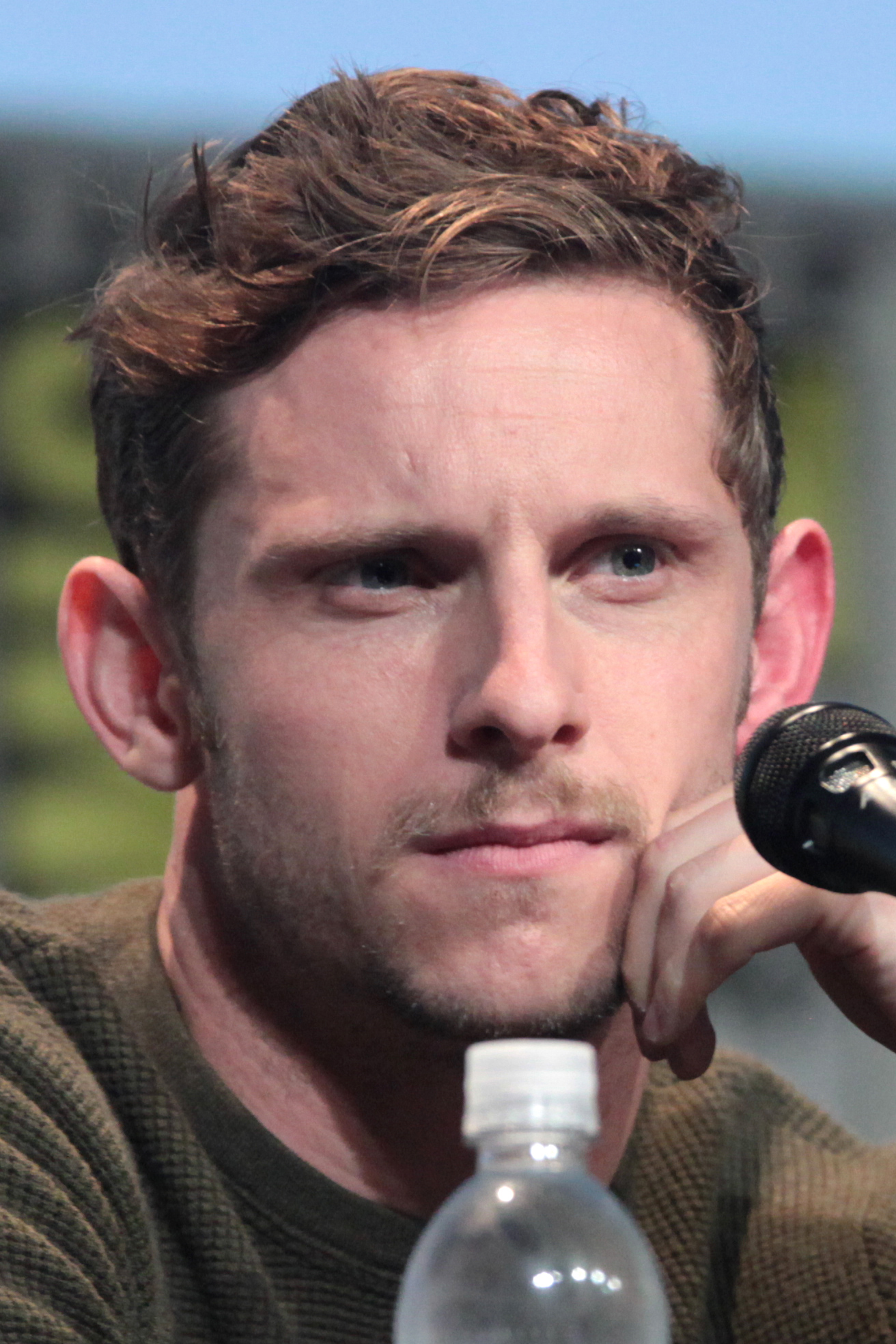
Jamie Bell (* 14. März)

- 12. Januar: Gemma Arterton, britische Schauspielerin
- 16. Januar: Mason Gamble, US-amerikanischer Schauspieler
- 24. Januar: Mischa Barton, US-amerikanische Schauspielerin
- 24. Januar: Raviv Ullman, US-amerikanischer Schauspieler

Februar
- 08. Februar: Anna Hutchison, neuseeländische Schauspielerin
- 14. Februar: Joe Pichler, US-amerikanischer Schauspieler
- 17. Februar: Grigori Dobrygin, russischer Schauspieler
- 18. Februar: Alessandra Mastronardi, italienische Schauspielerin
- 20. Februar: Marc Philipp, deutscher Schauspieler, Synchronsprecher und Moderator
- 22. Februar: Miko Hughes, US-amerikanischer Schauspieler
- 25. Februar: Justin Berfield, US-amerikanischer Schauspieler
- 25. Februar: Kaja Paschalska, polnische Schauspielerin und Sängerin
- 26. Februar: Teresa Palmer, australische Schauspielerin

März
- 01. März: Violetta Schurawlow, deutsche Schauspielerin
- 05. März: Jason Fuchs, US-amerikanischer Schauspieler, Drehbuchautor und Produzent
- 09. März: Brittany Snow, US-amerikanische Schauspielerin
- 14. März: Jamie Bell, britischer Schauspieler
- 15. März: Jai Courtney, australischer Schauspieler
- 15. März: Vimala Pons, französische Schauspielerin
- 17. März: Olesya Rulin, US-amerikanische Schauspielerin
- 21. März: Scott Eastwood, US-amerikanischer Schauspieler
- 23. März: Steven Strait, US-amerikanischer Schauspieler
- 25. März: Marina Orlowa, russische Schauspielerin
- 28. März: Lady Gaga, US-amerikanische Sängerin, Songwriterin und Schauspielerin
- 29. März: Luke Eberl, US-amerikanischer Schauspieler

### April bis Juni
April

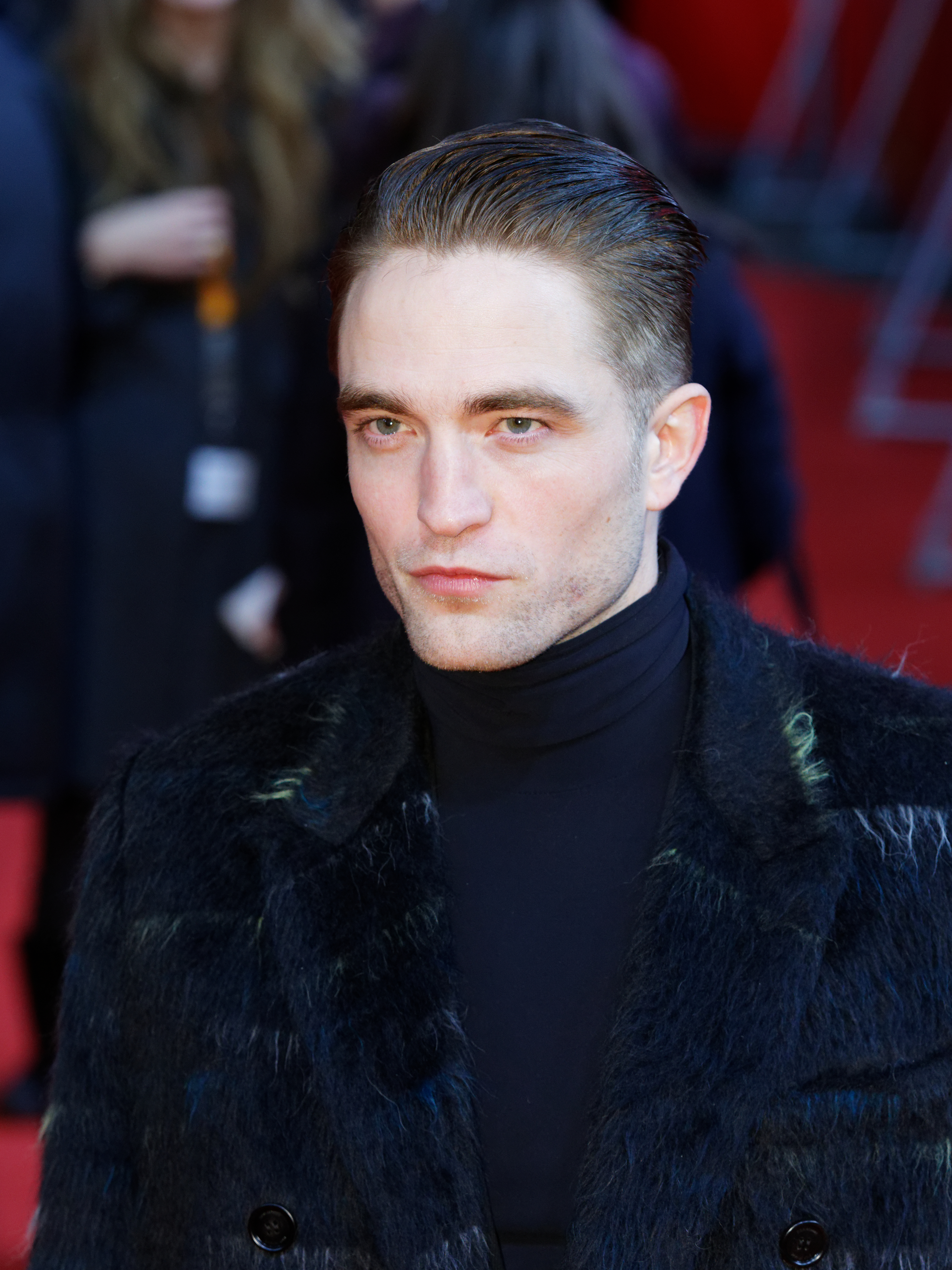
Robert Pattinson (* 13. Mai)

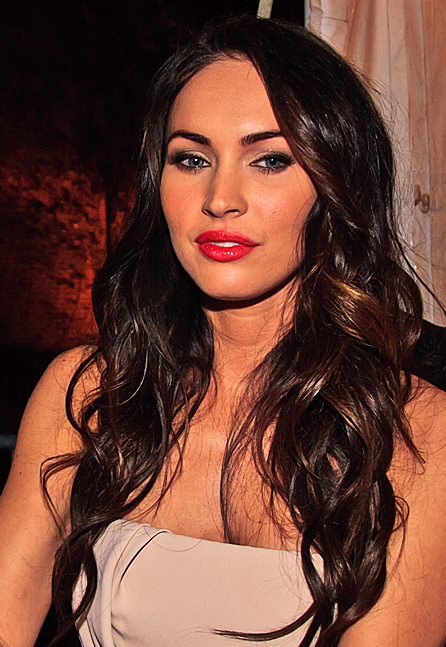
Megan Fox (* 16. Mai)

- 02. April: Drew Van Acker, US-amerikanischer Schauspieler
- 03. April: Amanda Bynes, US-amerikanische Schauspielerin
- 05. April: Anna Sophia Berglund, US-amerikanische Schauspielerin und Model
- 09. April: Leighton Meester, US-amerikanische Schauspielerin
- 22. April: Amber Heard, US-amerikanische Schauspielerin
- 25. April: Daniel Sharman, britischer Schauspieler
- 26. April: Cristina do Rego, deutsch-brasilianische Schauspielerin
- 27. April: Jenna Coleman, britische Schauspielerin

Mai
- 05. Mai: Lilli Hollunder, deutsche Schauspielerin
- 09. Mai: Emily Hart, US-amerikanische Schauspielerin
- 13. Mai: Robert Pattinson, US-amerikanischer Schauspieler
- 16. Mai: Megan Fox, US-amerikanische Schauspielerin
- 17. Mai: Tahj Mowry, US-amerikanischer Schauspieler
- 19. Mai: Eric Lloyd, US-amerikanischer Schauspieler
- 28. Mai: Joseph Cross, US-amerikanischer Schauspieler
- 30. Mai: Will Peltz, US-amerikanischer Schauspieler

Juni
- 05. Juni: Amanda Crew, kanadische Schauspielerin
- 11. Juni: Shia LaBeouf, US-amerikanischer Schauspieler
- 13. Juni: Kat Dennings, US-amerikanische Schauspielerin
- 13. Juni: Ashley Olsen, US-amerikanische Schauspielerin
- 13. Juni: Mary-Kate Olsen, US-amerikanische Schauspielerin
- 14. Juni: Haley Hudson, US-amerikanische Schauspielerin
- 18. Juni: Richard Madden, schottischer Schauspieler
- 20. Juni: Dreama Walker, US-amerikanische Schauspielerin
- 27. Juni: Drake Bell, US-amerikanischer Schauspieler
- 27. Juni: Sam Claflin, britischer Schauspieler

### Juli bis September
Juli

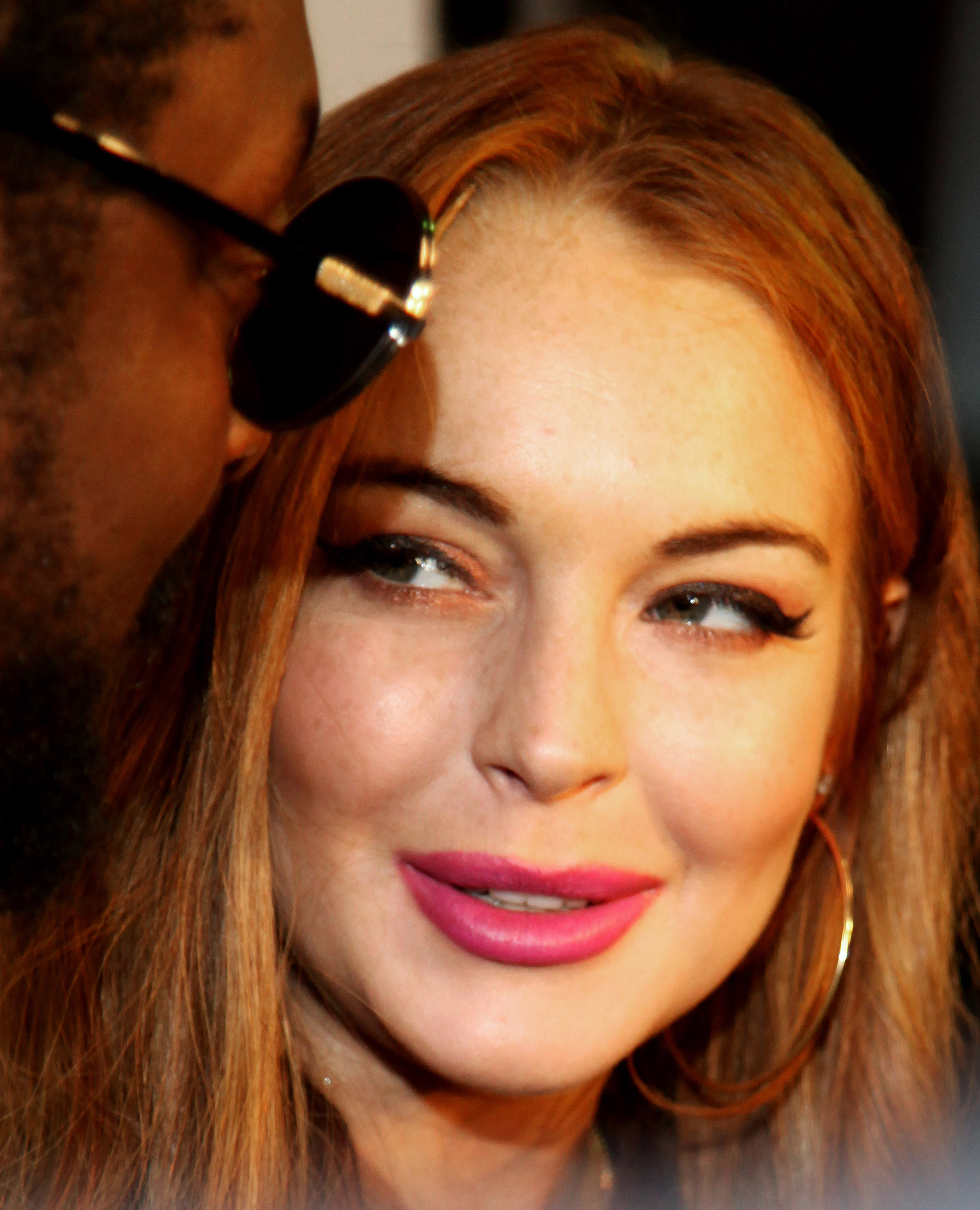
Lindsay Lohan (* 2. Juli)

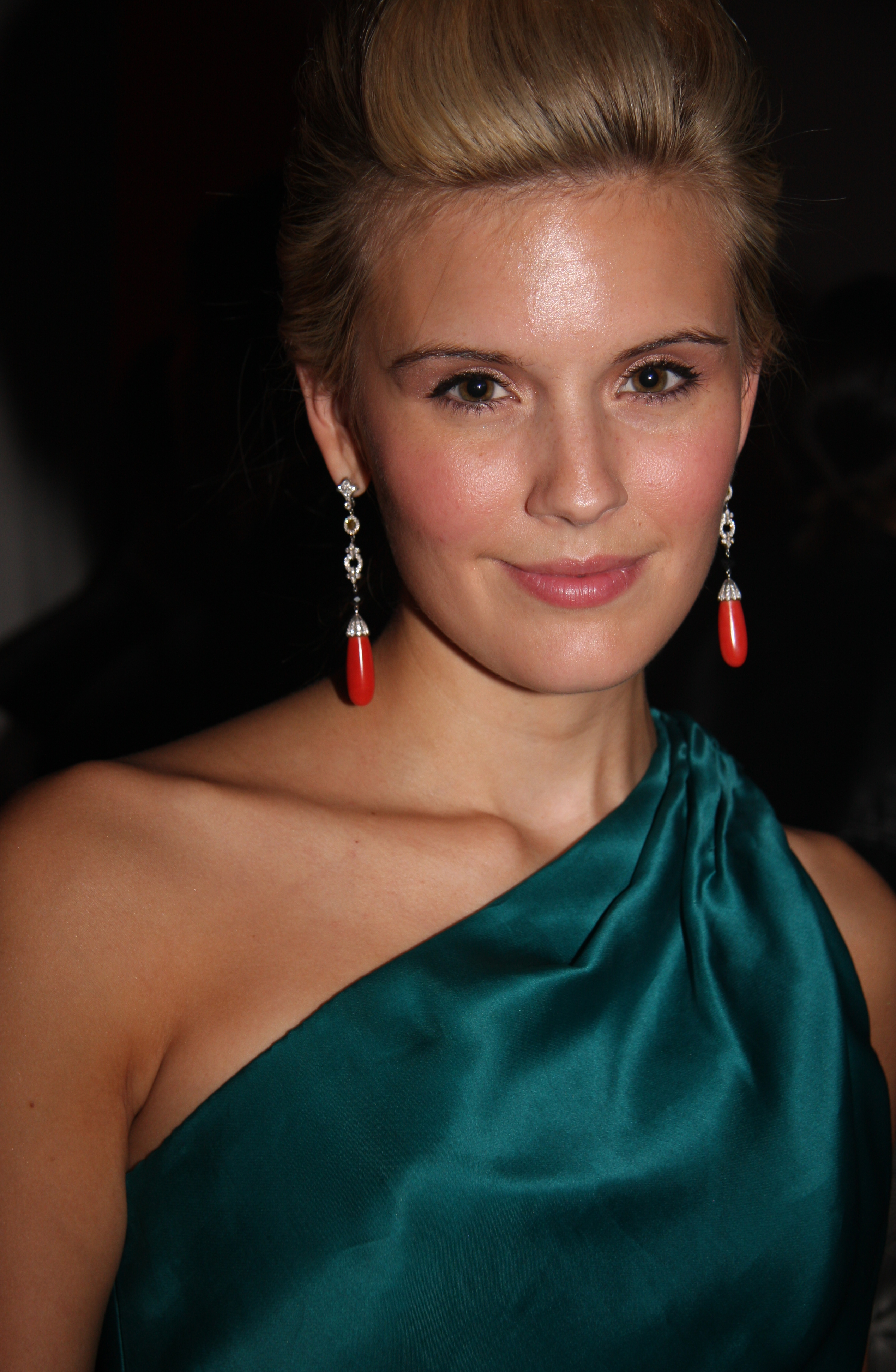
Maggie Grace (* 21. September)

- 02. Juli: Lindsay Lohan, US-amerikanische Schauspielerin
- 04. Juli: Fanny Valette, französische Schauspielerin
- 06. Juli: Anne Helm, deutsche Schauspielerin und Synchronsprecherin
- 08. Juli: Jake McDorman, US-amerikanischer Schauspieler
- 12. Juli: Teresa Rizos, deutsche Schauspielerin
- 18. Juli: Anna Fischer, deutsche Schauspielerin und Sängerin
- 27. Juli: Missy May, österreichische Moderatorin, Sängerin und Schauspielerin
- 28. Juli: Huma Qureshi, indische Schauspielerin

August
- 01. August: Elijah Kelley, US-amerikanischer Schauspieler
- 01. August: Jörn Schlönvoigt, deutscher Schauspieler und Musiker
- 05. August: Zach Appelman, US-amerikanischer Schauspieler
- 16. August: Shawn Pyfrom, US-amerikanischer Schauspieler
- 18. August: Lara-Isabelle Rentinck, deutsche Schauspielerin und Fotomodell
- 28. August: Joseph Julian Soria, US-amerikanischer Schauspieler

September
- 12. September: Emmy Rossum, US-amerikanische Schauspielerin
- 17. September: Sarah Alles, deutsche Schauspielerin und Synchronsprecherin
- 20. September: Aldis Hodge, US-amerikanischer Schauspieler

### Oktober bis Dezember
Oktober

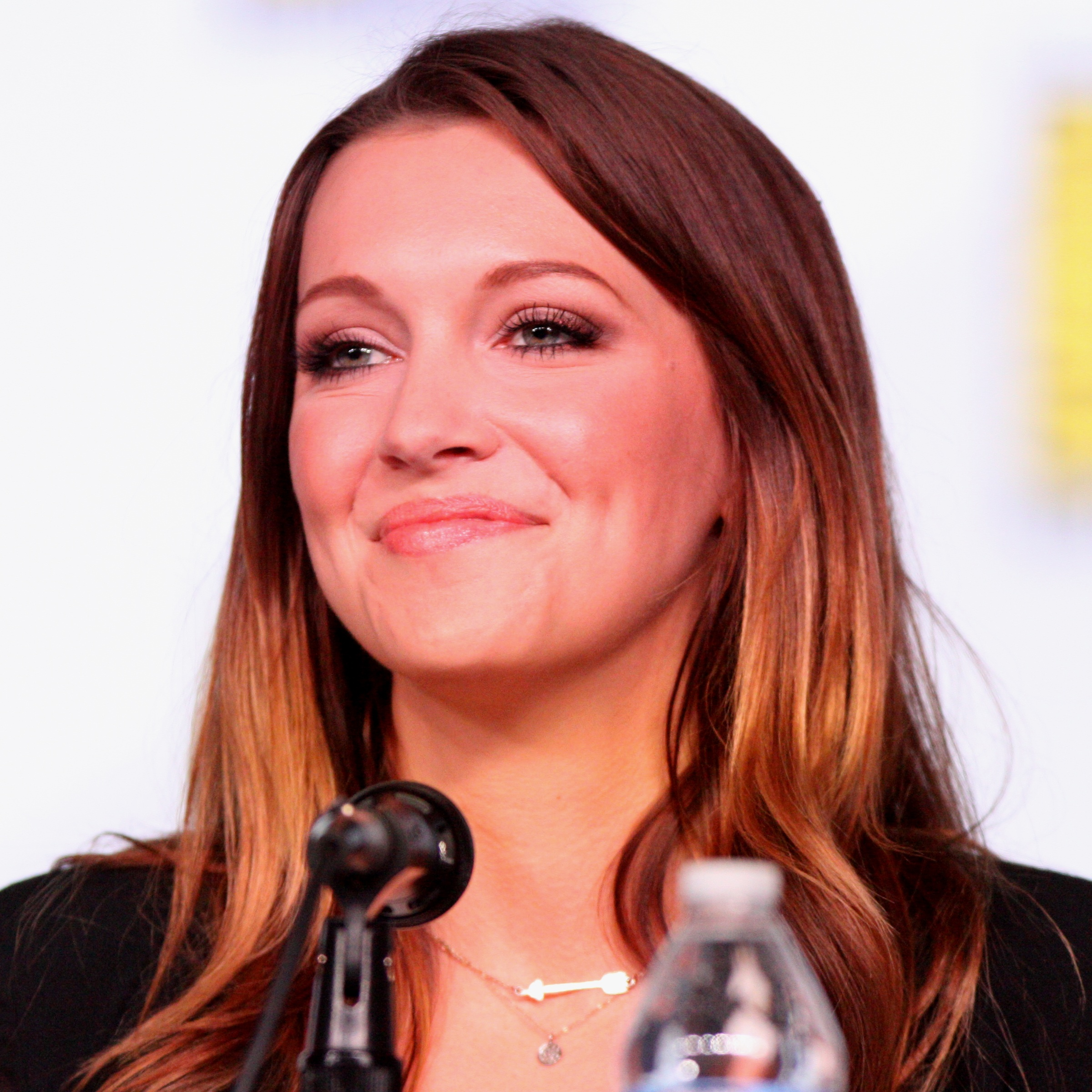
Katie Cassidy (* 25. November)

- 01. Oktober: Daniela Katzenberger, deutsches Model, Autorin, Reality-TV-Darstellerin und Sängerin
- 01. Oktober: Roxane Mesquida, französische Schauspielerin
- 01. Oktober: Jurnee Smollett, US-amerikanische Schauspielerin
- 02. Oktober: Camilla Belle, US-amerikanische Schauspielerin
- 04. Oktober: Sara Forestier, französische Schauspielerin
- 06. Oktober: Filiz Koç, türkische Schauspielerin und Model
- 06. Oktober: Olivia Thirlby, US-amerikanische Schauspielerin
- 07. Oktober: Holland Roden, US-amerikanische Schauspielerin
- 07. Oktober: Amber Stevens, US-amerikanische Schauspielerin
- 14. Oktober: Skyler Shaye, US-amerikanische Schauspielerin
- 22. Oktober: Kyle Gallner, US-amerikanischer Schauspieler
- 23. Oktober: Emilia Clarke, britische Schauspielerin
- 23. Oktober: Briana Evigan, US-amerikanische Schauspielerin
- 23. Oktober: Jessica Stroup, US-amerikanische Schauspielerin
- 27. Oktober: Gabriel Thomson, britischer Schauspieler

November
- 06. November: Katie Leclerc, US-amerikanische Schauspielerin
- 09. November: Paula Kalenberg, deutsche Schauspielerin
- 10. November: Josh Peck, US-amerikanischer Schauspieler
- 25. November: Katie Cassidy, US-amerikanische Schauspielerin
- 26. November: Patricia Meeden, deutsche Schauspielerin, Sängerin und Musicaldarstellerin
- 26. November: Trevor Morgan, US-amerikanischer Schauspieler
- 28. November: Johnny Simmons, US-amerikanischer Schauspieler

Dezember
- 21. Dezember: Mandy-Marie Mahrenholz, deutsche Schauspielerin, Sängerin und Tänzerin
- 31. Dezember: Bronson Pelletier, kanadischer Schauspieler

### Tag unbekannt
- Peri Baumeister, deutsche Schauspielerin
- Pascal Houdus, deutsch-französischer Schauspieler
- André Kaczmarczyk, deutscher Schauspieler
- Irina Potapenko, deutsch-ukrainische Schauspielerin
- Timocin Ziegler, deutscher Schauspieler

## Verstorbene

### Januar bis März

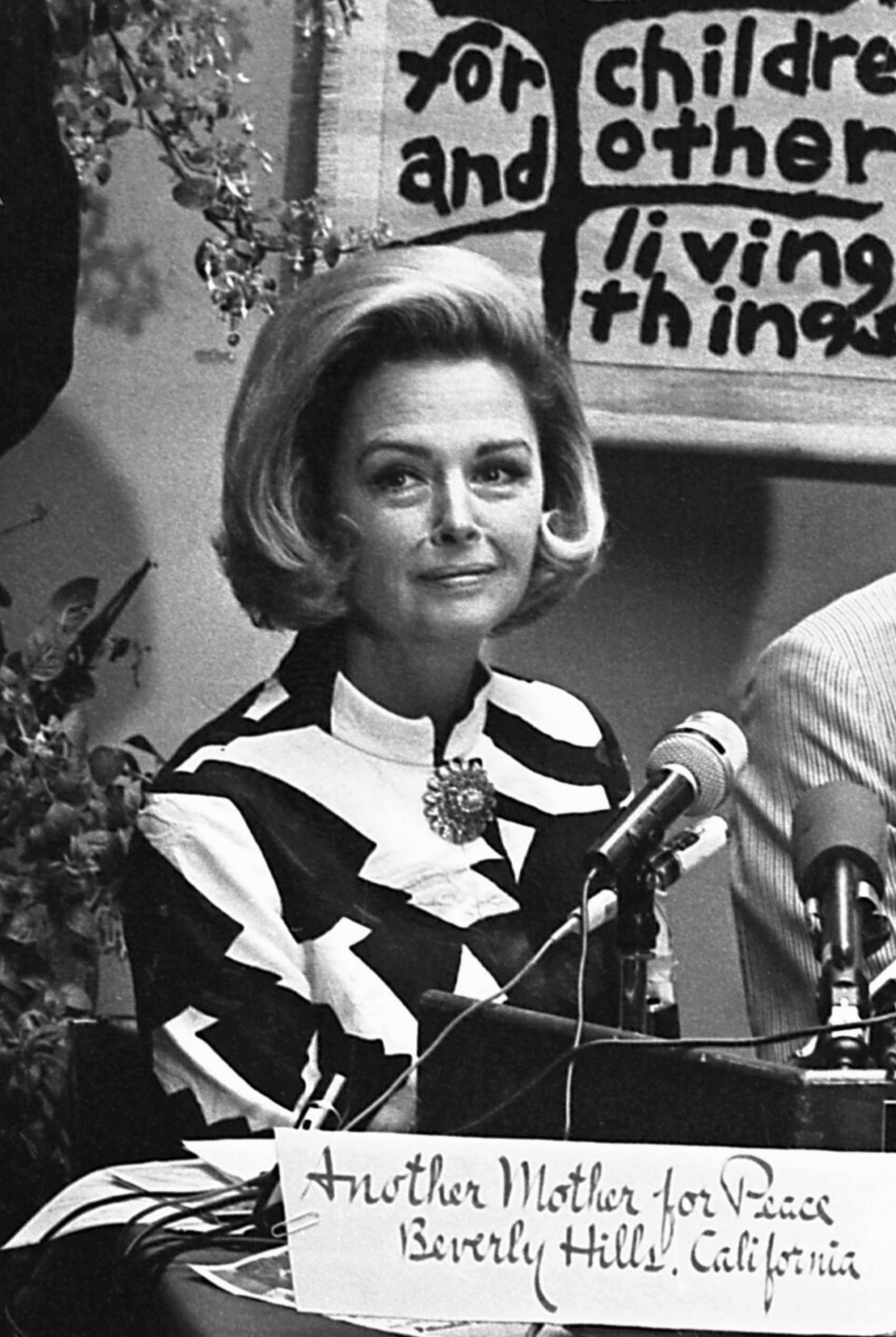
Donna Reed (1921–1986)

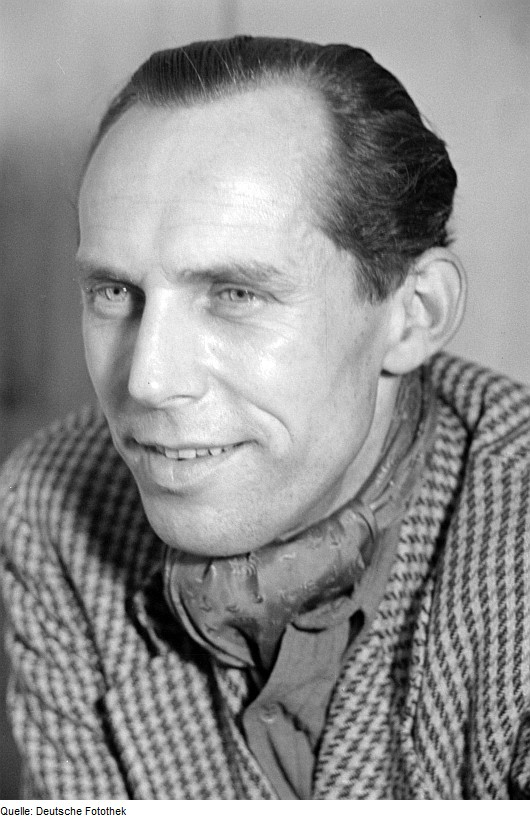
Robert Trösch (1911–1986)

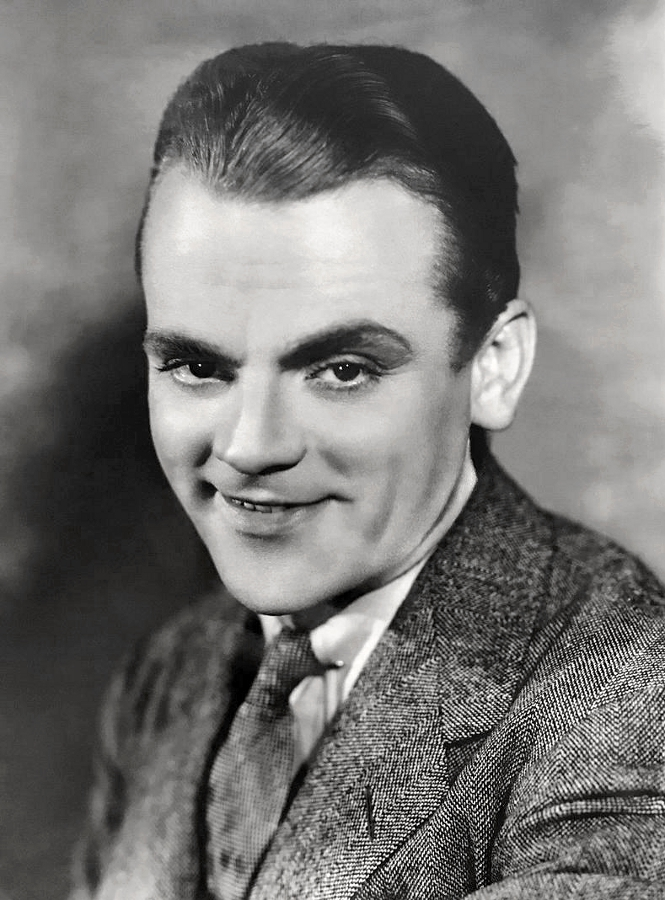
James Cagney (1899–1986)

- 02. Januar: Una Merkel, US-amerikanische Schauspielerin (* 1903)
- 03. Januar: Georg Krause, deutscher Kameramann (* 1901)
- 13. Januar: Carl Borro Schwerla, deutscher Autor, Journalist und Regisseur (* 1903)
- 14. Januar: Donna Reed, US-amerikanische Schauspielerin (* 1921)
- 14. Januar: Robert Trösch, schweizerisch-deutscher Schauspieler und Regisseur (* 1911)
- 15. Januar: Emil Hasler, deutscher Szenenbildner (* 1901)
- 17. Januar: Hermann Wenninger, deutscher Regisseur (* 1907)
- 27. Januar: Lilli Palmer, deutsche Schauspielerin (* 1914)
- 29. Januar: Leif Erickson, US-amerikanischer Schauspieler (* 1911)

Februar
- 03. Februar: Alfred Vohrer, deutscher Filmregisseur und Drehbuchautor (* 1918)
- 10. Februar: Brian Aherne, US-amerikanischer Schauspieler (* 1902)
- 16. Februar: Howard Da Silva, US-amerikanischer Schauspieler (* 1909)
- 19. Februar: Adolfo Celi, italienischer Schauspieler (* 1922)
- 19. Februar: Dorothea Wieck, deutsche Schauspielerin (* 1908)

März
- 01. März: Bloke Modisane, südafrikanischer Schauspieler (* 1923)
- 04. März: Carin Braun, deutsche Regisseurin und Schauspielerin (* 1940)
- 06. März: Adolph Caesar, US-amerikanischer Schauspieler (* 1933)
- 10. März: Ray Milland, britischer Schauspieler (* 1907)
- 24. März: Sarah Cunningham, US-amerikanische Schauspielerin (* 1918)
- 30. März: James Cagney, US-amerikanischer Filmschauspieler (* 1899)
- 31. März: Helga Anders, österreichische Schauspielerin und Synchronsprecherin (* 1948)
- 31. März: Jerry Paris, US-amerikanischer Schauspieler und Regisseur (* 1925)

### April bis Juni

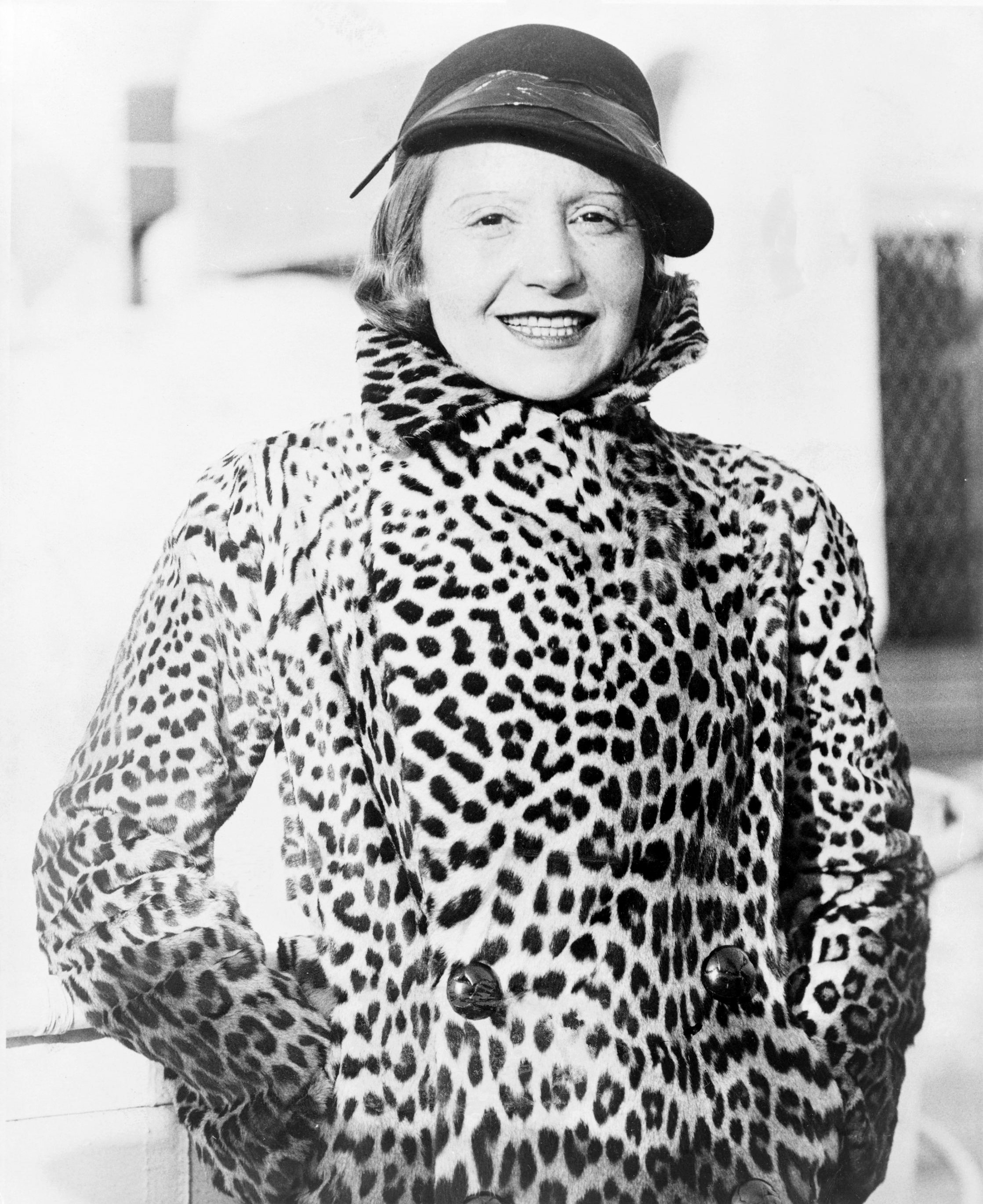
Elisabeth Bergner (1897–1986)

- 09. April: Heinz Conrads, österreichischer Schauspieler (* 1913)
- 23. April: Harold Arlen, US-amerikanischer Komponist (* 1905)
- 23. April: Otto Preminger, österreichischer Regisseur (* 1906)
- 26. April: Broderick Crawford, US-amerikanischer Schauspieler (* 1911)
- 26. April: Bessie Love, US-amerikanische Schauspielerin (* 1898)
- 30. April: Robert Stevenson, US-amerikanischer Regisseur (* 1905)

Mai
- 03. Mai: Robert Alda, US-amerikanischer Schauspieler (* 1914)
- 10. Mai: Wolf Goldan, deutscher Schauspieler und Synchronsprecher (* 1944)
- 12. Mai: Elisabeth Bergner, Schauspielerin (* 1897)
- 23. Mai: Sterling Hayden, US-amerikanischer Schauspieler und Autor (* 1916)
- 26. Mai: Gunnar Björnstrand, schwedischer Schauspieler (* 1909)
- 29. Mai: Inge Landgut, deutsche Schauspielerin (* 1922)
- 30. Mai: Boy Gobert, deutscher Schauspieler (* 1925)

Juni
- 02. Juni: Fay Marbe, US-amerikanische Schauspielerin (* 1899)
- 03. Juni: Anna Neagle, britische Schauspielerin (* 1904)
- 10. Juni: E. O. Fuhrmann, deutscher Schauspieler (* 1924)
- 10. Juni: Marcel Werner, deutscher Schauspieler (* 1952)
- 13. Juni: Dean Reed, US-amerikanischer Schauspieler, Drehbuchautor und Regisseur (* 1938)
- 14. Juni: Erika Müller-Fürstenau, deutsche Schauspielerin (* 1924)
- 14. Juni: Alan Jay Lerner, US-amerikanischer Songtexter und Drehbuchautor (* 1918)
- 16. Juni: Diana Cooper, britische Schauspielerin (* 1893)
- 17. Juni: Erna Nitter, deutsche Schauspielerin (* 1888)
- 19. Juni: Coluche, französischer Schauspieler (* 1944)
- 20. Juni: Richard Eybner, österreichischer Schauspieler (* 1896)

### Juli bis September

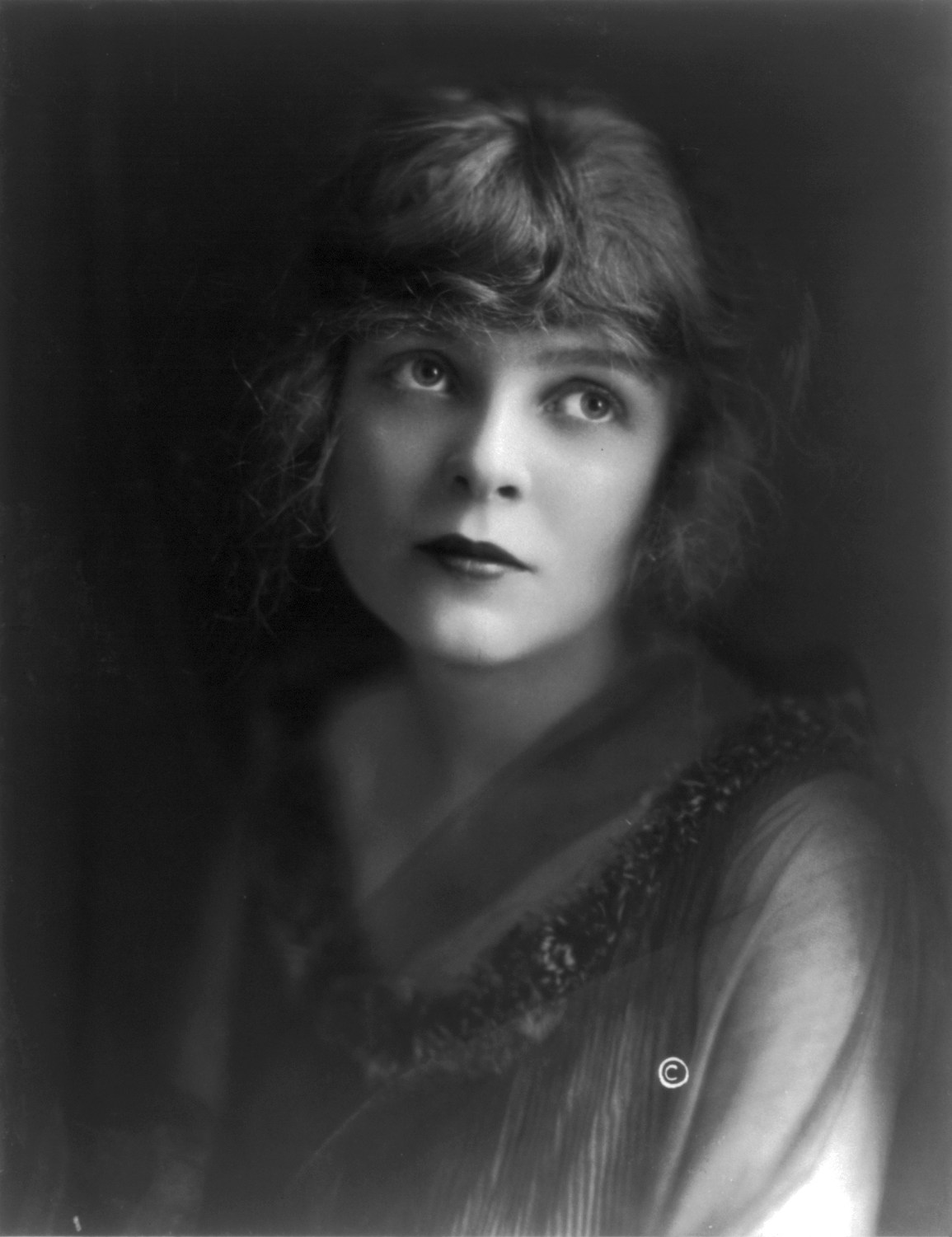
Blanche Sweet (1896–1986)

- 02. Juli: Henryk Keisch, deutscher Drehbuchautor (* 1913)
- 05. Juli: Hubert Suschka, deutscher Schauspieler (* 1925)
- 06. Juli: Karel Dodal, tschechischer Trickfilmregisseur (* 1900)
- 10. Juli: Dušan Antonijević, jugoslawischer Schauspieler (* 1912)
- 15. Juli: Florence Halop, US-amerikanische Schauspielerin (* 1923)
- 19. Juli: Daniel L. Fapp, US-amerikanischer Kameramann (* 1904)
- 23. Juli: Hobbes Dino Cecchini, italienischer Drehbuchautor und Regisseur (* 1906)
- 25. Juli: Vincente Minnelli, US-amerikanischer Regisseur (* 1903)
- 26. Juli: Mubarak, indischer Schauspieler (* 1909)
- 28. Juli: John Alcott, britischer Kameramann (* 1931)

August
- 13. August: Helen Mack, US-amerikanische Schauspielerin (* 1913)
- 19. August: Hermione Baddeley, britische Schauspielerin (* 1906)
- 25. August: Peter Chatel, deutscher Schauspieler (* 1943)

September
- 01. September: Murray Hamilton, US-amerikanischer Schauspieler († 1923)
- 06. September: Blanche Sweet, US-amerikanische Schauspielerin (* 1896)
- 19. September: Ulrich Erfurth, deutscher Regisseur und Drehbuchautor (* 1910)
- 26. September: Brian Desmond Hurst, irischer Regisseur, Drehbuchautor und Produzent (* 1928)
- 27. September: Ernst Meister, österreichischer Schauspieler (* 1926)
- 28. September: Robert Helpmann, australischer Bühnen- und Charakter-Schauspieler (* 1909)
- 29. September: Helmut Qualtinger, österreichischer Schauspieler (* 1928)

### Oktober bis Dezember

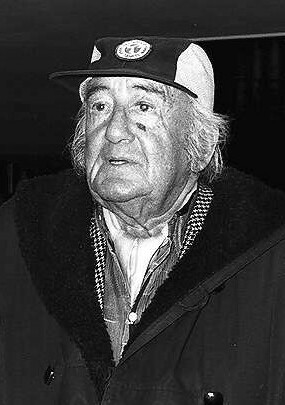
Harald Reinl (1908–1986)

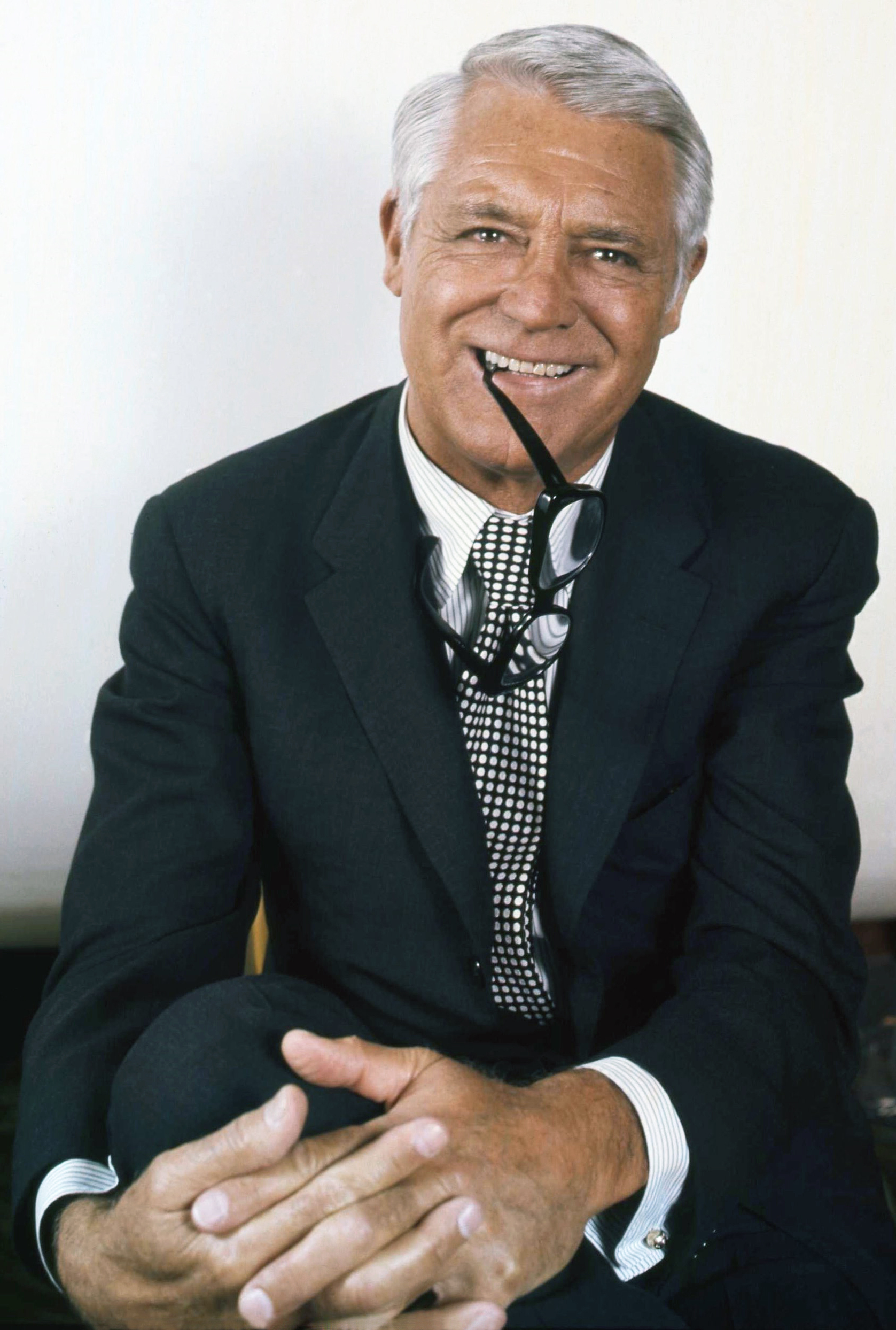
Cary Grant (1904–1986)

- 05. Oktober: Hal B. Wallis, US-amerikanischer Produzent (* 1899)
- 09. Oktober: Harald Reinl, deutscher Regisseur und Drehbuchautor (* 1908)
- 11. Oktober: David Hand, US-amerikanischer Animator, Regisseur und Produzent (* 1900)
- 14. Oktober: Keenan Wynn, US-amerikanischer Schauspieler (* 1916)
- 17. Oktober: Leah Rhodes, US-amerikanische Kostümbildnerin (* 1902)
- 19. Oktober: Alfred Bauer, erster Leiter der Berlinale (* 1911)
- 19. Oktober: Oldřich Lipský, tschechoslowakischer Regisseur und Drehbuchautor (* 1924)
- 20. Oktober: Fritz Hochwälder, österreichischer Drehbuchautor (* 1911)
- 21. Oktober: Gisela Fackeldey, deutsche Schauspielerin (* 1920)
- 25. Oktober: André Ratti, schweizerischer Fernsehjournalist (* 1935)
- 25. Oktober: Forrest Tucker, US-amerikanischer Schauspieler (* 1919)
- 28. Oktober: John Braine, britischer Schriftsteller und Drehbuchautor (* 1922)
- 30. Oktober: Fritz Tillmann, deutscher Schauspieler und Synchronsprecher (* 1910)

November
- 01. November: Walter Wottitz, französischer Kameramann (* 1911)
- 01. November: Serge Garant, kanadischer Komponist (* 1922)
- 02. November: Harry Brown, US-amerikanischer Drehbuchautor (* 1917)
- 07. November: Roberto Camardiel, spanischer Schauspieler (* 1917)
- 16. November: Siobhán McKenna, irische Schauspielerin (* 1922)
- 21. November: Ctibor Filčík, tschechoslowakischer Schauspieler (* 1920)
- 21. November: Dar Robinson, US-amerikanischer Stuntman (* 1947)
- 22. November: Scatman Crothers, US-amerikanischer Schauspieler (* 1910)
- 23. November: Masumura Yasuzō, japanischer Regisseur (* 1924)
- 26. November: Géza von Radványi, ungarischer Regisseur (* 1907)
- 27. November: Steve Tracy, US-amerikanischer Schauspieler (* 1952)
- 29. November: Cary Grant, US-amerikanischer Schauspieler (* 1904)
- 30. November: Herbert Steinmetz, deutscher Schauspieler (* 1908)

Dezember
- 01. Dezember: Frank McCarthy, US-amerikanischer Produzent (* 1912)
- 02. Dezember: Desi Arnaz, kubanischer Musiker, Schauspieler und Produzent (* 1917)
- 13. Dezember: Heather Angel, britische Schauspielerin (* 1909)
- 15. Dezember: John Zaremba, US-amerikanischer Schauspieler (* 1908)
- 17. Dezember: Peter Beauvais, deutscher Regisseur (* 1916)
- 18. Dezember: George Amy, US-amerikanischer Filmeditor (* 1903)
- 18. Dezember: Mamo Clark, US-amerikanische Schauspielerin (* 1914)
- 22. Dezember: Alice Terry, US-amerikanische Schauspielerin (* 1899)
- 23. Dezember: Gerhard Bienert, deutscher Schauspieler (* 1898)
- 25. Dezember: Friedrich von Ledebur, österreichischer Schauspieler (* 1900)
- 26. Dezember: Elsa Lanchester, britische Schauspielerin (* 1902)
- 26. Dezember: Herwig Walter, deutscher Schauspieler (* 1911)
- 29. Dezember: Grete Mosheim, deutsche Schauspielerin (* 1905)
- 29. Dezember: Andrei Arsenjewitsch Tarkowski, sowjetischer Regisseur (* 1932)